# Bítov (kraj południowomorawski)
Bítov – gmina w Czechach, w powiecie Znojmo, w kraju południowomorawskim. Według danych z dnia 1 stycznia 2022 liczyła 133 mieszkańców.